# Michelle Marquais
Michelle Marquais, née le 19 mai 1926 à Paris 15e et morte le 29 janvier 2022 à  Paris 8e,, est une comédienne française, ancienne élève du Conservatoire national supérieur d'art dramatique, promotion 1952.
Essentiellement connue au théâtre, elle a également joué quelques seconds rôles pour de grands réalisateurs.

## Biographie

### Jeunesse
Michelle Marie Georgette Pouvreau naît le 19 mai 1926 à Paris 15e.

### Carrière & famille
Michelle Marquais est d'abord secrétaire, ouvreuse de cinéma, journaliste. Alors qu'elle est mariée et mère de famille, elle décide de devenir comédienne de théâtre.

### Vie personnelle
Elle est mariée au peintre Pierre Lesieur (1922-2011) et a deux filles : Manuelle et Sarah.

### Mort
Michelle Marquais meurt le 29 janvier 2022 à Paris 8e, à l'âge de 95 ans. Ses obsèques ont lieu dans l'intimité, suivies par sa crémation.

## Théâtre

### Comédienne
- 1965 : Les Ennemis de Maxime Gorki, mise en scène Pierre Debauche, Festival de Nanterre
- 1967 : Le Roi Faim de Leonid Andreïev, mise en scène Pierre Debauche, Théâtre Récamier
- 1968 : Le Roi Faim de Leonid Andreïev, mise en scène Pierre Debauche, Maison de la Culture du Havre
- 1968 : Le Prix de la révolte au marché noir de Dimítris Dimitriádis, mise en scène Patrice Chéreau, Théâtre de la Commune, Théâtre du Gymnase, Théâtre de la Cité de Villeurbanne
- 1969 : Le Prix de la révolte au marché noir de Dimítris Dimitriádis, mise en scène Patrice Chéreau, Comédie de Saint-Étienne
- 1970 : Richard II de William Shakespeare, mise en scène Patrice Chéreau, Théâtre du Gymnase, Théâtre national de l'Odéon
- 1970 : Le Roi Lear de William Shakespeare, mise en scène Pierre Debauche, Théâtre des Amandiers, Maison de la Culture du Havre
- 1970 : Ce soir on improvise de Luigi Pirandello, mise en scène Gérard Vergez, Festival d'Avignon
- 1971 : Henri VIII de William Shakespeare, mise en scène Gabriel Garran, Théâtre de la Commune
- 1972 : La Langue au chat de Roger Planchon, mise en scène de l'auteur et Gilles Chavassieux, Théâtre du Gymnase, Maison de la Culture de Reims, TNP Villeurbanne, Théâtre de Nice
- 1973 : Toller de Tankred Dorst, mise en scène Patrice Chéreau, TNP Villeurbanne
- 1974 : Toller de Tankred Dorst, mise en scène Patrice Chéreau, Théâtre national de l'Odéon
- 1974 : Vermeil comme le sang de Claude Régy, mise en scène de l'auteur, TNP, Théâtre de Chaillot
- 1974 : Madras, la nuit où... d'Eduardo Manet, mise en scène Claude Confortès, Festival d'Avignon
- 1975 : La Mouette d'Anton Tchekhov, mise en scène Lucian Pintilie, Théâtre de la Ville
- 1976 : Portrait de Dora de Hélène Cixous, mise en scène Simone Benmussa, Théâtre d'Orsay
- 1977 : Jacques ou la soumission d'Eugène Ionesco, mise en scène Lucian Pintilie, Théâtre de la Ville
- 1980 : Athalie de Racine, mise en scène Roger Planchon, TNP Villeurbanne, Théâtre national de l'Odéon
- 1984 : Terre étrangère d'Arthur Schnitzler, mise en scène Luc Bondy, Théâtre Nanterre-Amandiers
- 1984 : El asentamiento de Bruno Boëglin, mise en scène de l'auteur, TNP Villeurbanne
- 1984 : Ars moriendi, I-Temporalia de Enzo Cormann, mise en scène Bruno Boëglin, TNP Villeurbanne
- 1985 : Quartett d'Heiner Müller, mise en scène Patrice Chéreau, Théâtre Nanterre-Amandiers
- 1987 : Le Fils de Christian Rullier, mise en scène François Rancillac, La Cigale
- 1987 : 2050, le radeau de la mort d'Harald Müller, mise en scène Hans-Peter Cloos, MC93 Bobigny
- 1988 : Retours de Pierre Laville, mise en scène Patrice Kerbrat, Théâtre national de l'Odéon
- 1989 : Retours de Pierre Laville, mise en scène Patrice Kerbrat, La Criée
- 1989 : La Forêt d’Alexandre Ostrovski, mise en scène Bernard Sobel, Théâtre de Gennevilliers
- 1990 : La Danse de mort d’August Strindberg, mise en scène Lucian Pintilie, Théâtre de la Ville
- 1993 : Madame Klein de Nicolas Wright, mise en scène Brigitte Jaques, Théâtre de la Commune
- 1995 : Madame Klein de Nicolas Wright, mise en scène Brigitte Jaques, Théâtre des Treize Vents, Nouveau théâtre d'Angers, tournée en France, Belgique et Suisse
- 1998 : Honorables Canailles de Grégoire Cisky, mise en scène Michèle Marquais, A.T.A/Théâtre de l'Athénée-Louis-Jouvet
- 2005 : Marcia Hesse de Fabrice Melquiot, mise en scène Emmanuel Demarcy-Mota, Comédie de Reims, Théâtre des Abbesses
- 2006 : Marcia Hesse de Fabrice Melquiot, mise en scène Emmanuel Demarcy-Mota, Théâtre des Abbesses
- 2007 : Homme pour homme de Bertolt Brecht, mise en scène Emmanuel Demarcy-Mota, Théâtre de la Ville, Comédie de Reims
- 2008 : Homme pour homme de Bertolt Brecht, mise en scène Emmanuel Demarcy-Mota, Comédie de Reims, tournée
- 2010 : Rêve d'Automne de Jon Fosse, mise en scène Patrice Chéreau, Musée du Louvre, Centre national de création d'Orléans, Théâtre de la Ville
- 2011 : Rêve d'Automne de Jon Fosse, mise en scène Patrice Chéreau, tournée, Le Grand T Nantes, deSingel Anvers, Théâtre du Nord, Stadsschouwburg Amsterdam, Piccolo Teatro, TAP Poitiers, TNB, Wiener Festwochen Vienne, La Criée
- 2011 : Le Dernier Feu de Dea Loher, mise en voix Olivier Werner, Théâtre Ouvert

### Metteur en scène
- 1983 : Transat de Madeleine Laïk, Théâtre Ouvert
- 1983 : La Prise de l'école de Madhubai de Hélène Cixous, Petit Odéon
- 1986 : Don Carlos de Friedrich von Schiller, Festival d'Avignon, Théâtre de la Ville
- 1995 : Les Sept Pendus de Léonide Andreiev, Théâtre du Rond-Point
- 1998 : Honorables Canailles de Grégoire Cisky, A.T.A/Théâtre de l'Athénée-Louis-Jouvet

## Filmographie
- 1966 : La Prise de pouvoir par Louis XIV de Roberto Rossellini – Françoise de Motteville
- 1972 : Le Petit Poucet de Michel Boisrond – la femme de l'ogre
- 1979 : Le Pull-over rouge de Michel Drach – Louise Mathon, la mère de Ranucci
- 1994 : La Reine Margot de Patrice Chéreau – la nourrice
- 2009 : Villa Amalia de Benoît Jacquot – la mère d'Ann

## Distinctions

### Récompense
- Prix du Syndicat de la critique 1969 : meilleure comédienne pour Angelo

### Décorations
- Officière de l'ordre des Arts et des Lettres du 25 avril 1986[1].
- Chevalière de la Légion d'honneur du 31 décembre 1999[3].